# Pasparta

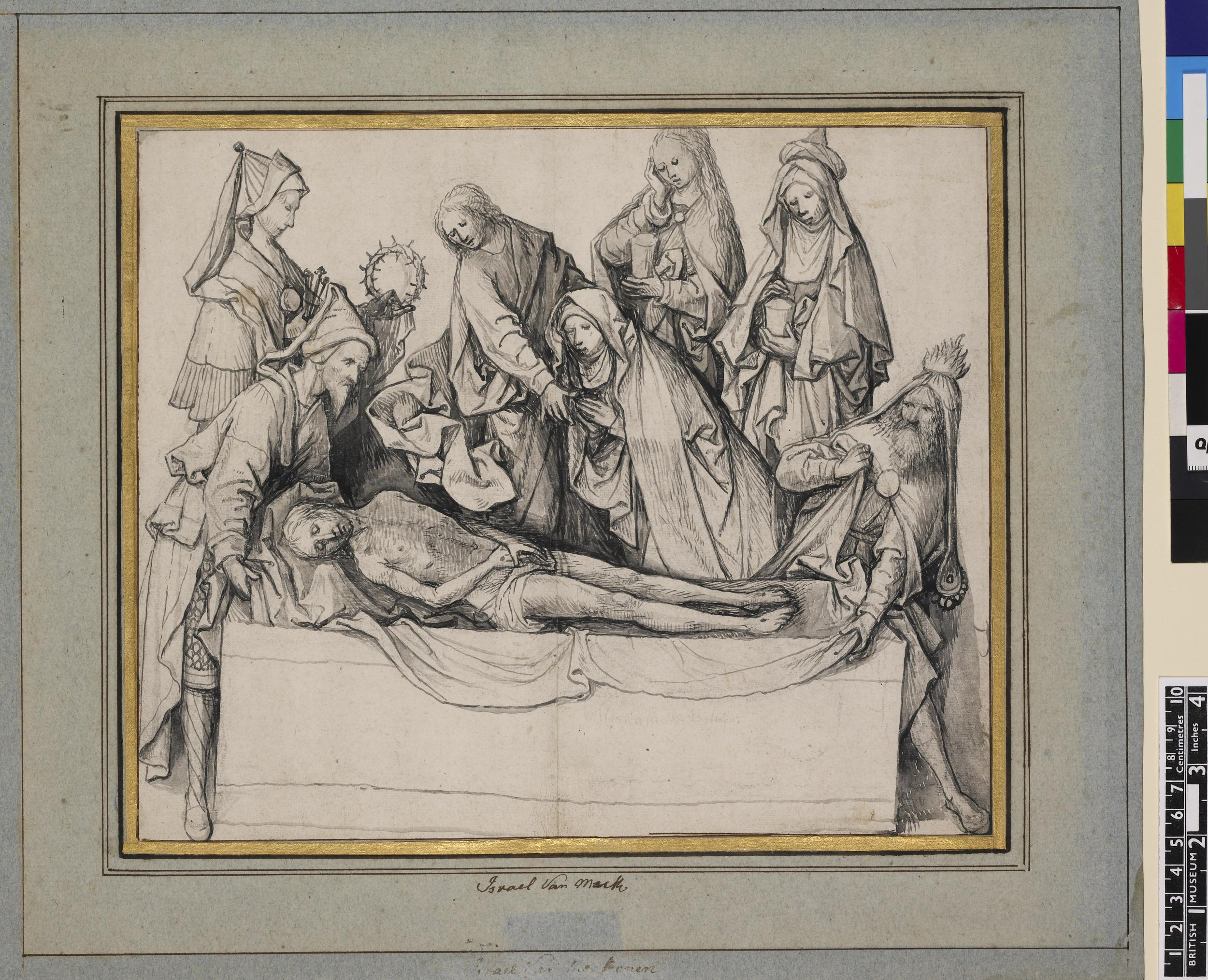
Grafika vložená do šedé pasparty se zlatým vnitřním okrajem - kartonová pasparta se vkládá do rámu kolem vlastního obrazu či fotografie

Pasparta je vyříznutý materiál, obvykle karton, do jehož výřezu se vkládá obraz, kresba nebo fotografie. Spolu s obrazem se poté obvykle vloží do rámu a zasklí. Název pochází z francouzského Passe-partout.